# 小行星4005
小行星4005（4005 Dyagilev）是一颗绕太阳运转的小行星，为主小行星带小行星。该小行星于1972年10月8日发现。

## 轨道参数
小行星4005的轨道半长轴为2.4515549 UA，离心率为0.149。